# Ronda
Ronda je španělské město v Andalusii, nachází se v severozápadní části provincie Málaga ve vzdálenosti zhruba 100 km od Málagy. V roce 2018 měla 33 978 obyvatel a byla tak druhým největším městem ve vnitrozemí provincie Málaga po městě Antequera. Leží na dvou skalních masivech oddělených hlubokou roklí, jíž protéká řeka Guadalevín. Město je obklopeno pásy hor, které tvoří skvostné panorama. Díky své poloze nedaleko Costa del Sol je vyhledávaným turistickým centrem.

## Historie
Okolí Rondy bylo osídleno již v neolitu, o čemž svědčí jeskynní malby v Cueva de la Pileta. Oblast byla v 6. st. př. n. l. keltská a nazývala se Arunda, později si poblíž založili Féničané osadu Acinipo. Další osídlenci, Řekové, změnili název Arundy na Rondu. Ale až Římané zde vystavěli definitivně za 2. punské války pevnost proti Kartagiňanům. V době rozpadu Západořímské říše město v 5. století obsadili Svébové, nakrátko Byzantská říše a později Vizigóti.
V roce 713 byla Vizigótská říše vyvrácena Berbery, kteří Rondu přejmenovali na Hisn ar-Rundah. Stala se správním střediskem provincie Takurunna a součástí Córdobského chalífátu. Po rozpadu chalífátu se Ronda stala hlavním městem malého království Taifa Ronda, které si v roce 1065 podmanili vládcové Sevilly. Islámská nadvláda skončila v roce 1485. Krátce po vítězství reconquisty vyšlo nařízení o tom, že muslimové musí buď opustit poloostrov nebo konvertovat ke katolictví. Tito tzv. moriskové s omezenými právy často hledali útočiště v horských oblastech a Ronda se stala jednou z nich. Nařízení Filipa II. v roce 1566 zakazovalo užívání arabského jazyka v písemné i mluvené formě i muslimské modlitby. To vedlo k řadě povstání. Zvlášť velké povstání vypuklo v Rondě pod velením al-Fihreye. Ten španělskou armádu porazil, což vedlo k rozhodnutí, že Filip II. nechal všechny morisky z Rondy vyhnat.
Během napoleonských válek Ronda silně utrpěla, během tříleté války se počet jejích obyvatel snížil z 15 000 zhruba na 5 000. Stala se centrem partyzánů a později banditů, což se odrazilo v dílech řady umělců (Washington Irving, Prosper Mérimée, Gustave Doré). Také Španělská občanská válka město těžce zasáhla. Spisovatel Ernest Hemingway sem umístil slavnou scénu románu Komu zvoní hrana o popravě fašistických sympatizantů, shozených do skalní průrvy.

## Turistické atraktivity
Ronda nabízí turistům řadu historických památek a možností procházek divokou přírodou ve svém okolí. Nejznámější je zdejší býčí aréna (Plaza de Toros) a Nový most (Puente Nuevo) nad hlubokým srázem, oddělujícím staré město (La Ciudad) a nové město (El Mercadillo). La Ciudad se svými úzkými uličkami vykazuje klasickou arabskou městskou strukturu s řadou paláců, bran, minaretem a zvláště Arabskými lázněmi.

### Plaza de Toros
Ronda je považována za jednu z kolébek moderní formy býčích zápasů. Král Filip II. založil v Rondě v roce 1572 Real Maestranza de Caballería jako korporace k výcviku rytířů pro jízdu a ovládání koní pro potřeby armády. Součástí tohoto výcviku bylo střetnutí jezdce na koni s býkem. Takové zápasy záhy přilákaly pozornost širokých vrstev diváků. Během 18. století úlohu rytířů převzali toreadoři a ze zápasů s býky se stala samostatná podívaná. V Rondě se do historie koridy tehdy zapsaly tři generace rodu Romerů, z nichž proslul především Pedro Romero (1754–1839). Dnešní aréna byla otevřena v roce 1785, její kruhový střed je lemován dvouřadými toskánskými sloupy, v hledišti bylo místo pro 5000 diváků. Na památku Pedra Romera se v Rondě dosud každoročně koná tradiční corrida gayesca ve stylu 18. století. Součástí prohlídky arény je Muzeum býčích zápasů, věnovaná jejich historii, rodu Romerů a kavalerii.

### Nový most (Puente Nuevo)
Soutěsku nad řekou Guadalevín překlenuje mistrovské dílo José Martína Aldehuela. Nový most postavil v letech 1751–1793 a po 42 letech, kdy byly prováděny dokončovací práce, se Aldehuelo vrhl z mostu do prohlubně. První most zde byl postaven již v roce 1735, ale o šest let později se zřítil; při neštěstí zahynulo 50 lidí.

### Arabské lázně
Arabské lázně byly postaveny ve 13. století na místě ruin římských lázní a zachovaly si také jejich původní dispozici. Zdejší lázně patří k nejzachovalejším ve Španělsku, prostory pro koupání a pocení jsou uspořádány kaskádovitě. V pozdější době zde vévodkyně de Parcent dala postavit zahradu s bazénkem na sedací koupel.

## Osobnosti
- Abbás ibn Firnás, arabský vynálezce, 810, Ronda – 887
- Baltasar del Alcázar, básník Zlatého věku, 1530–1606, Ronda
- Vicente Espinel, spisovatel Zlatého věku, 1550, Ronda – 1624
- Francisco Romero, toreador, 1700, Ronda – 1763, Ronda
- Didak Josef z Cádizu, řeholník a kazatel, 1743–1801, Ronda
- Pedro Romero, toreador, 1754, Ronda – 1839, Ronda

## Galerie

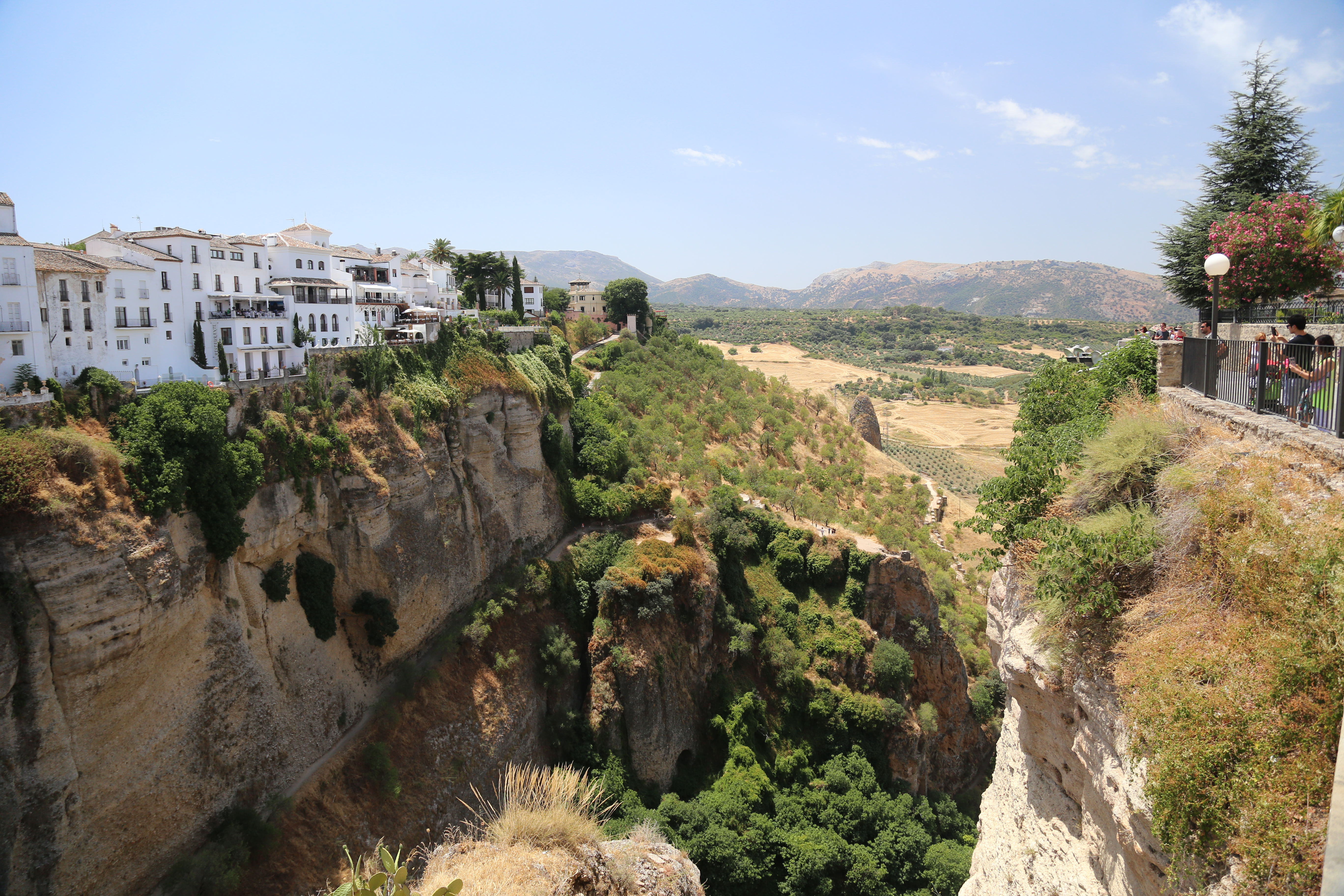
Ronda
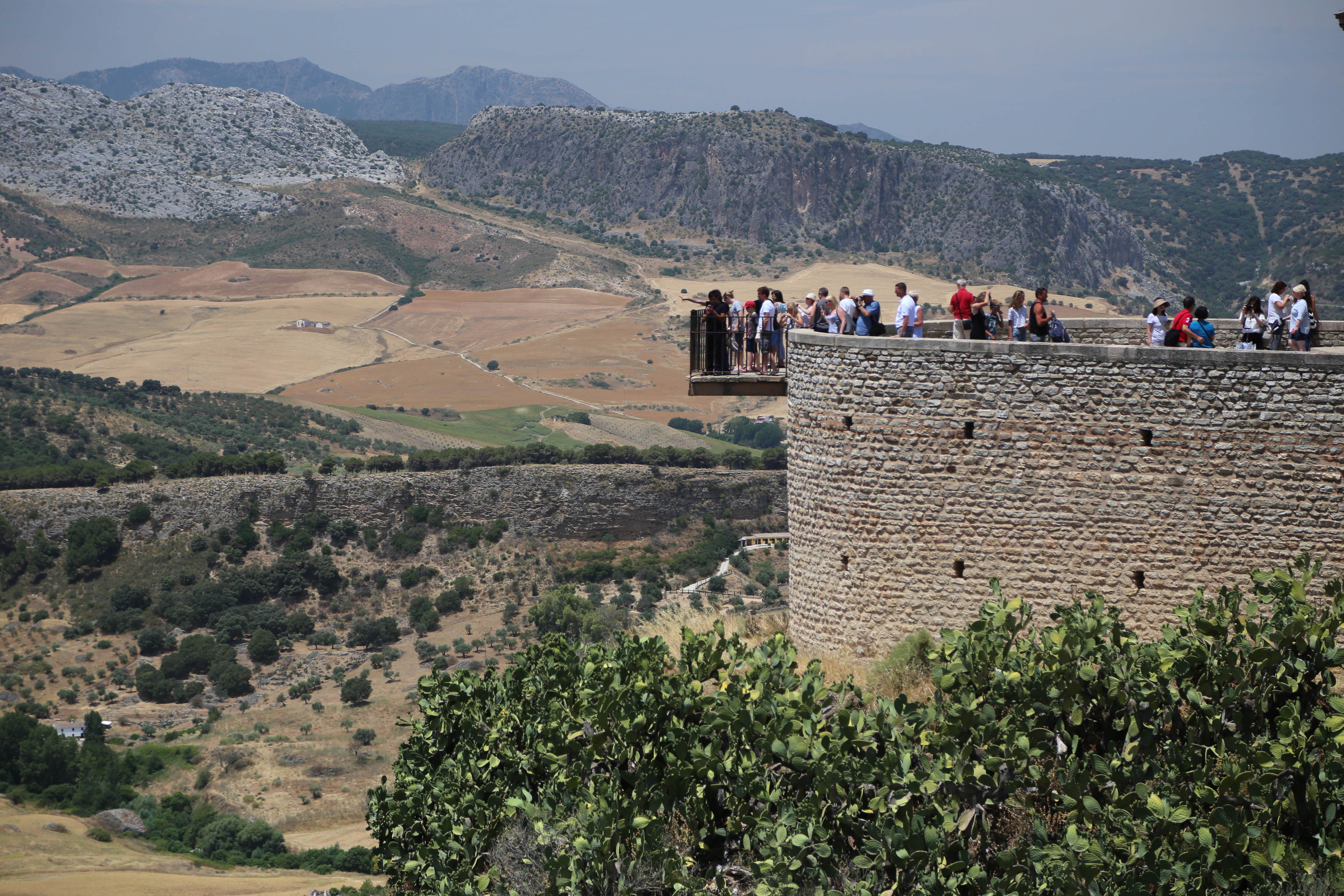
Vyhlídková terasa
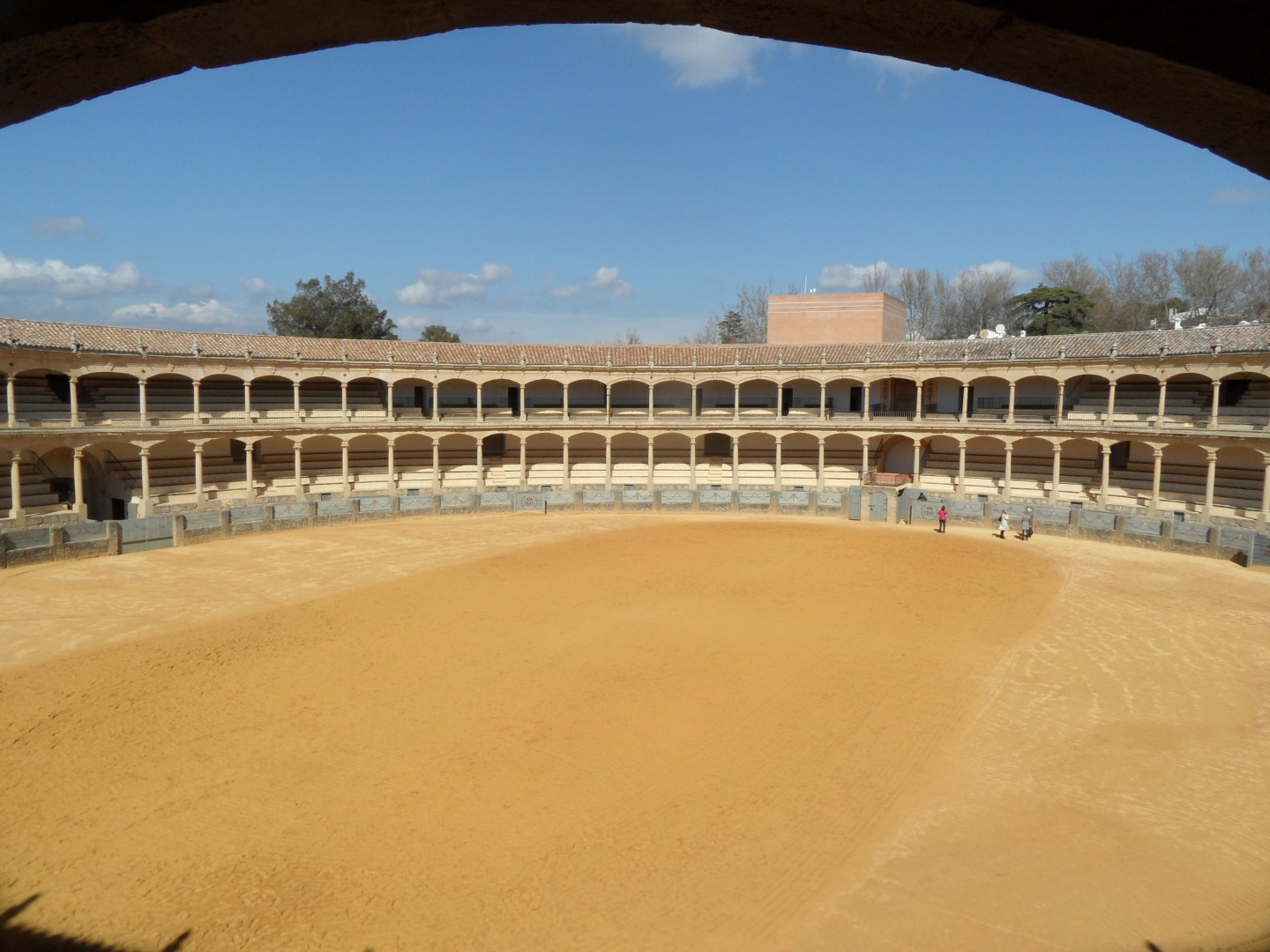
Plaza de Toros
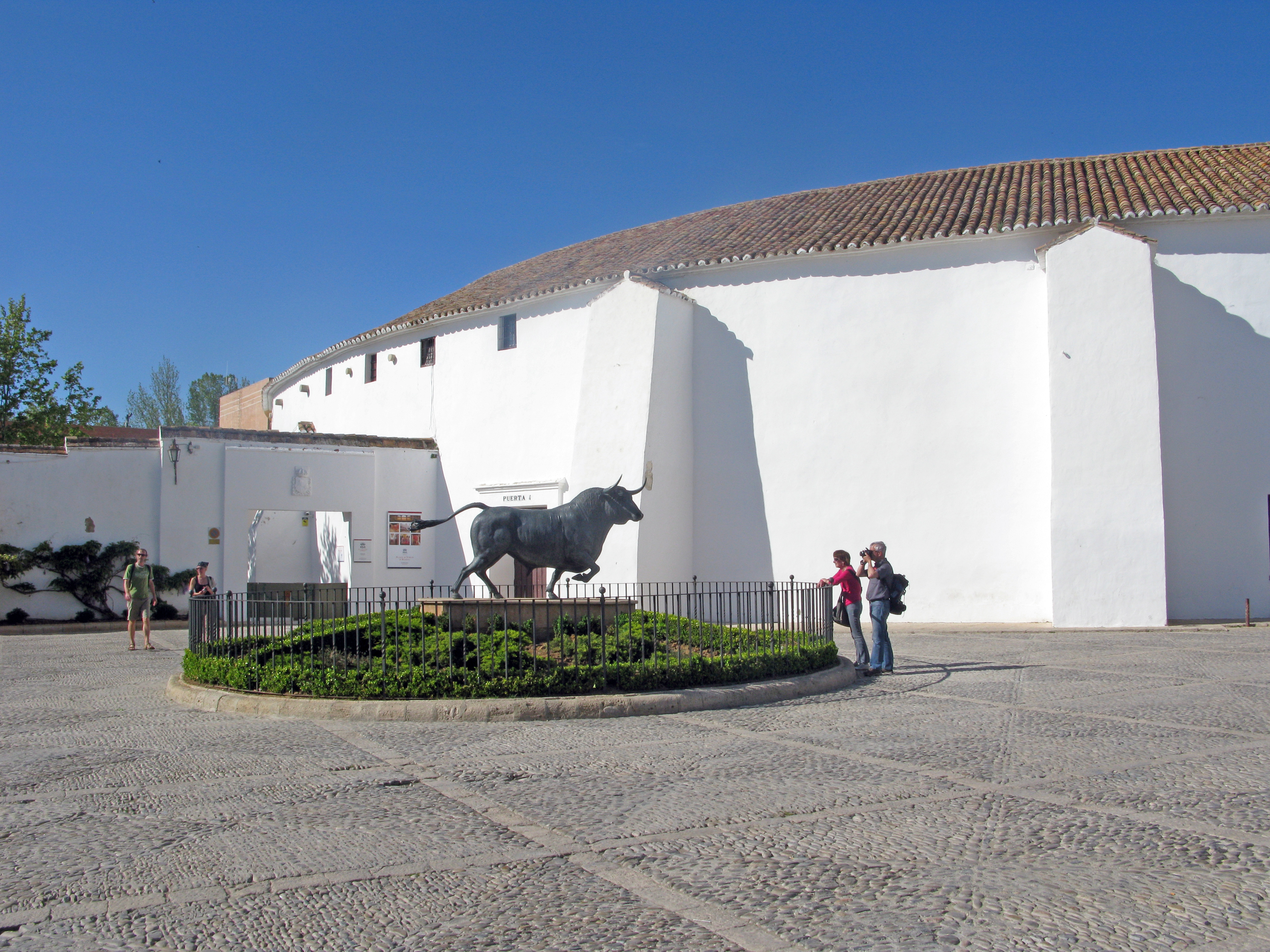
Plaza de Toros
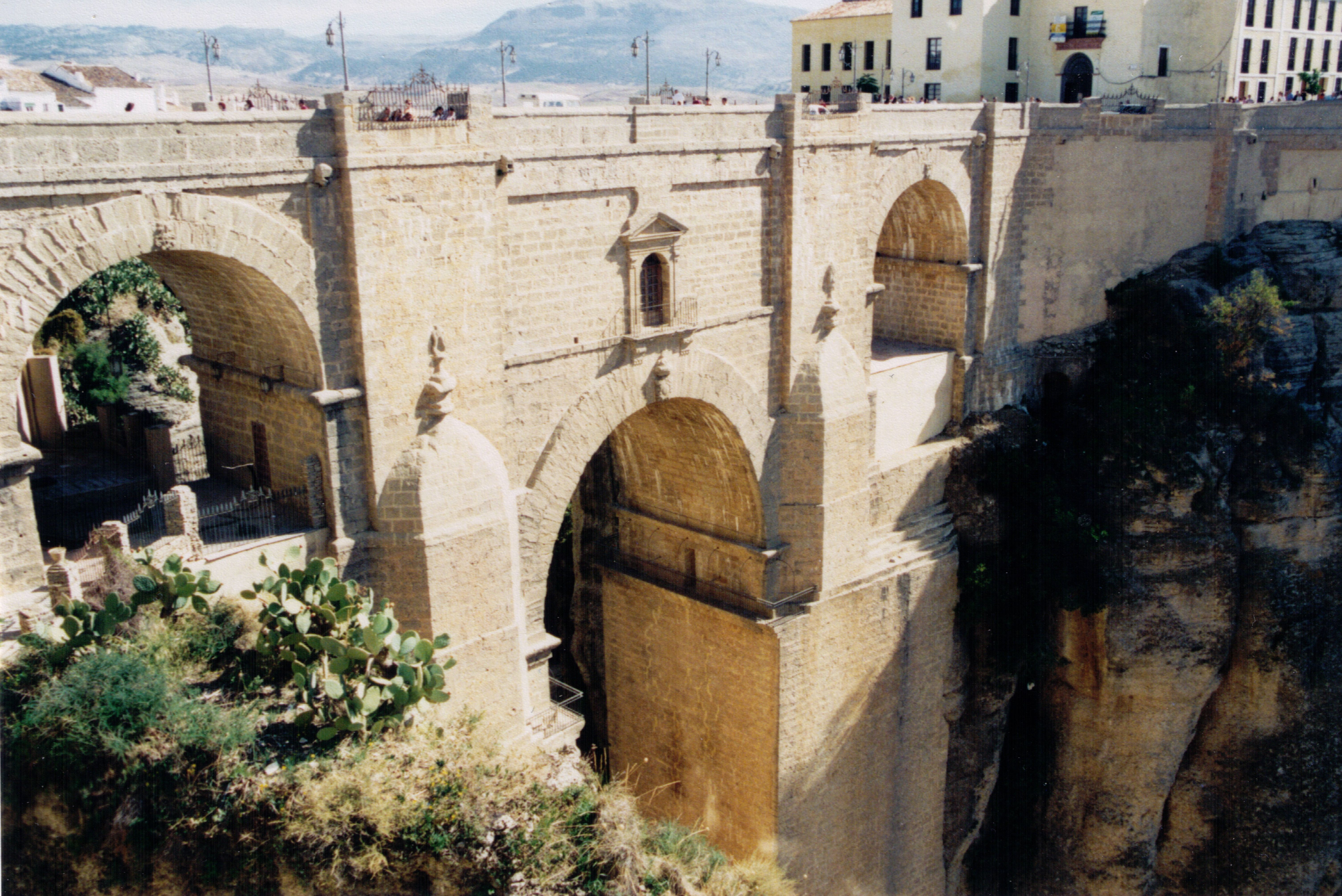
Puente Nueve
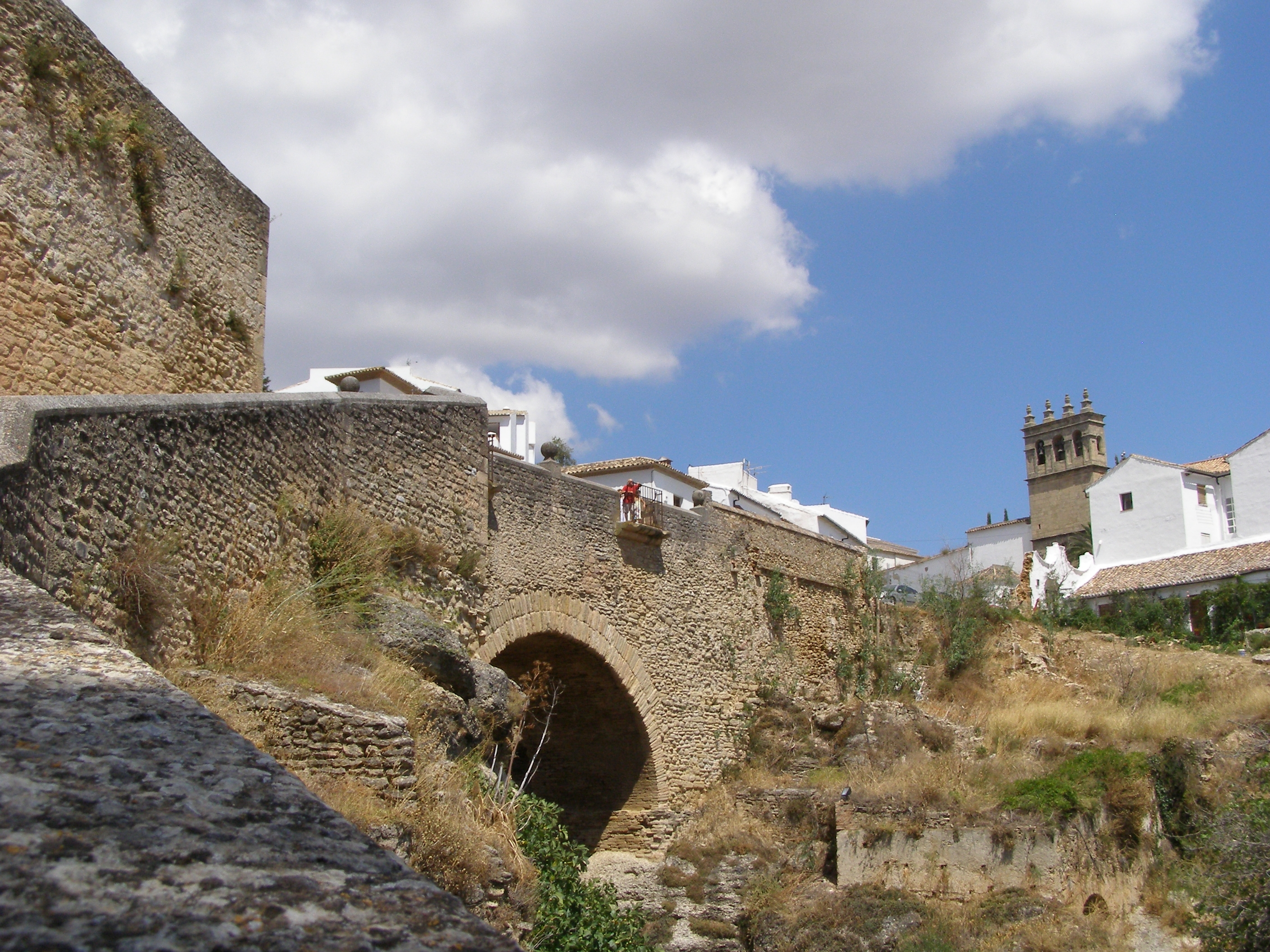
Puente Viejo
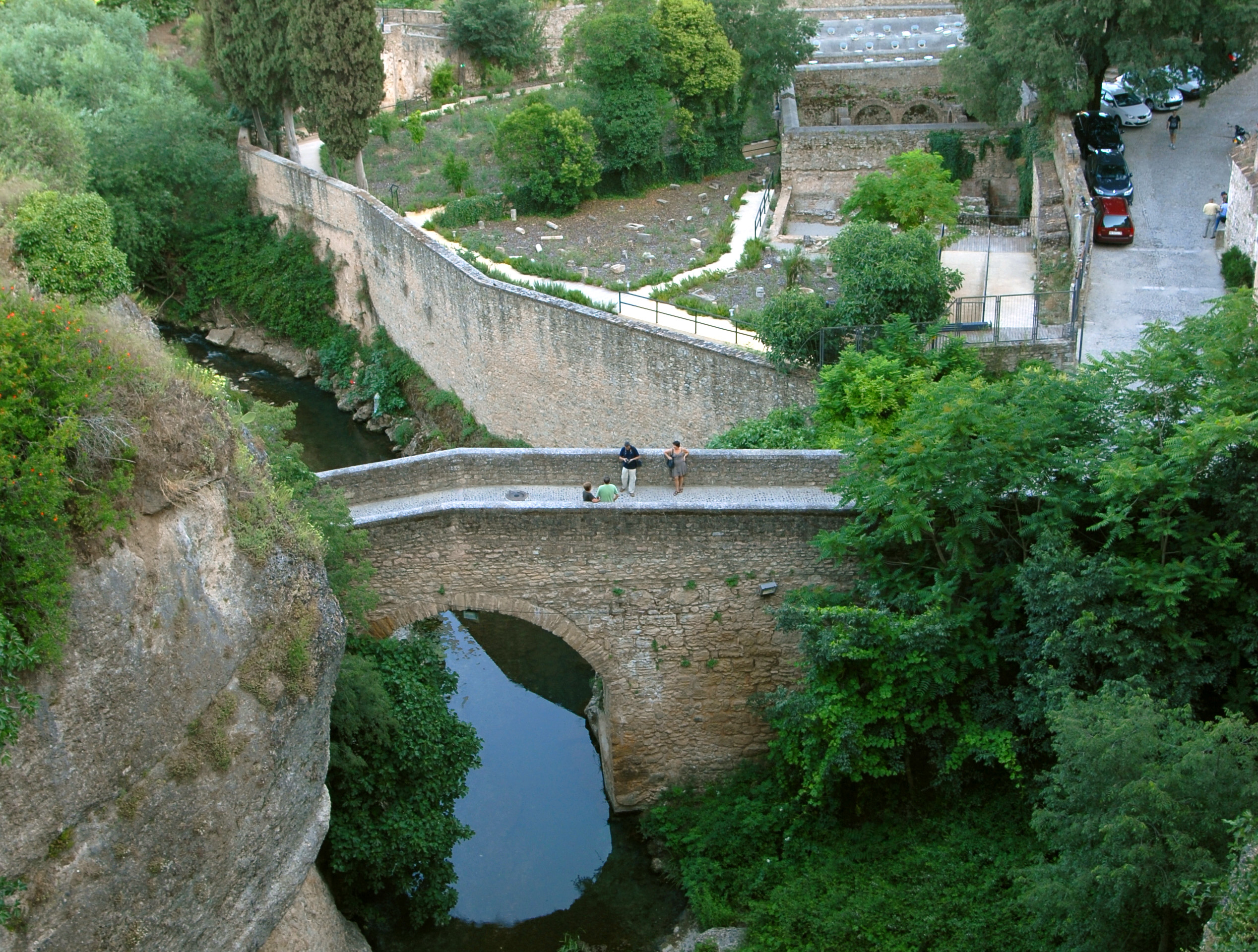
Puente Romano
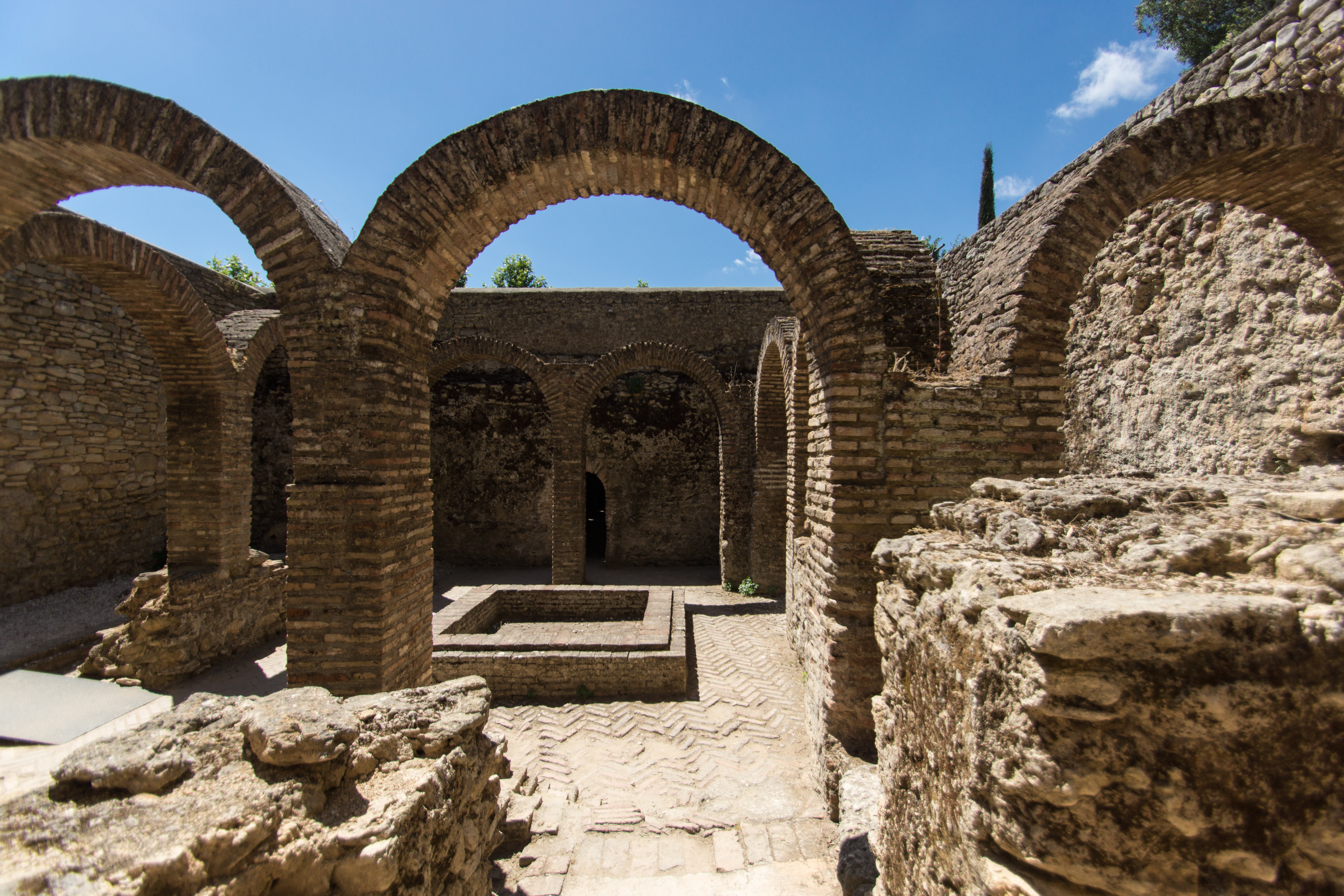
Arabské lázně
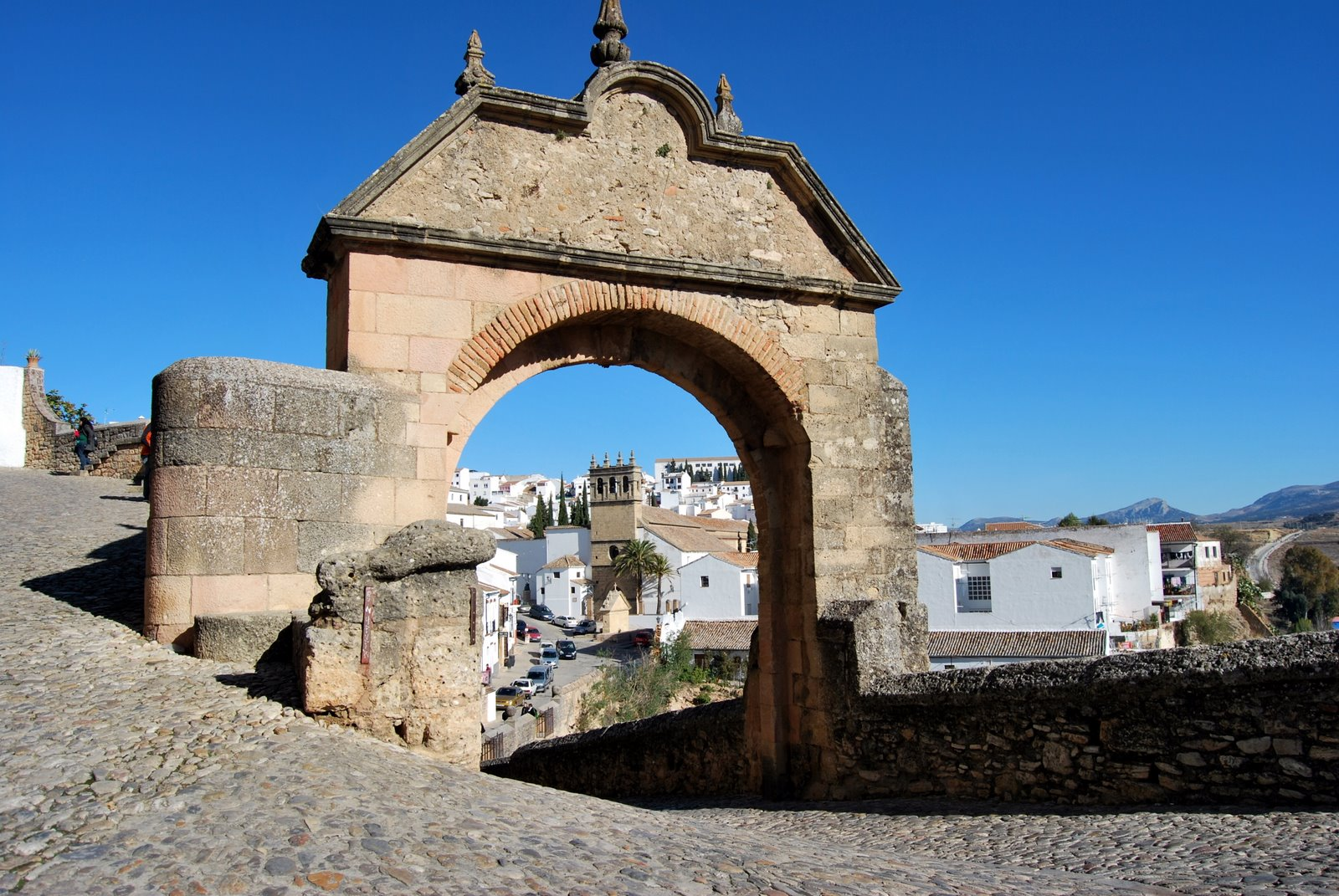
Brána Filipa V.
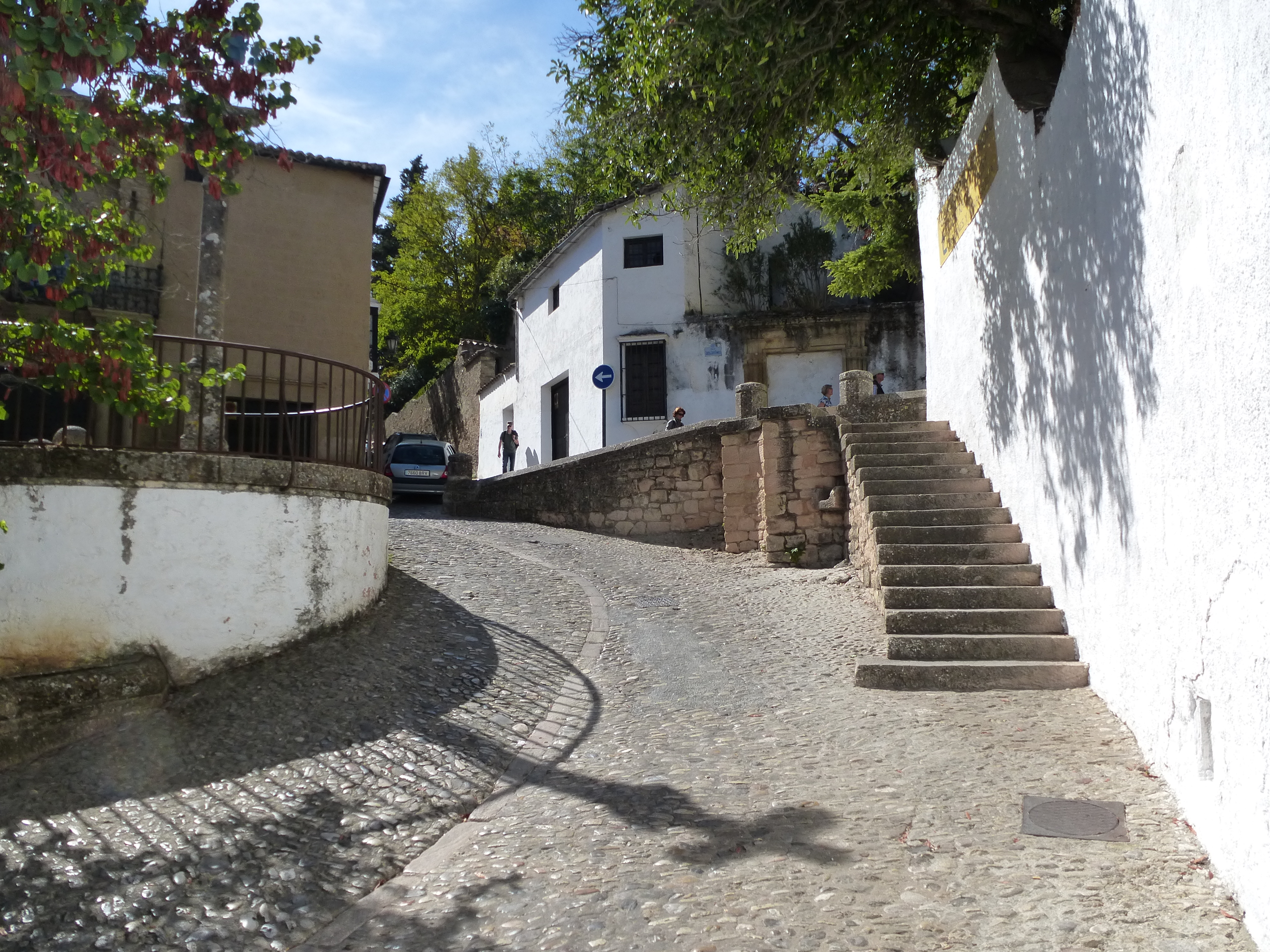
Ulice v Rondě